# 朝の小鳥
『朝の小鳥』（あさのことり）は、1953年5月に放送を開始した文化放送をキーステーションに放送している長寿ラジオ番組。開始当初の名称は『四季の小鳥（しきのことり）』。

## 概要
毎回、国内外各地の野鳥の鳴き声を紹介しており、これまでに紹介してきた鳥の種類は通算約1500種類である。番組開始時から、収録・監修などを蒲谷鶴彦が53年間にわたって担当していたが（ある時期までは弟の蒲谷芳比古（かばやよしひこ）とともに「蒲谷兄弟」として担当していた）、高齢のために2006年7月に松田道生と交代した（蒲谷監修の最後の収録は2006年5月11日、愛鳥週間中におこなわれた）。
2007年1月19日放送の『ニュース・パレード』の中で、蒲谷が肺炎のため、80歳で亡くなっていたことが報じられた。
長年、アナウンサーの高橋小枝子がナレーションを務めていたが、高橋が定年により文化放送を退局するため2007年9月30日放送分で降板した。翌週10月7日放送分からは、同じくアナウンサーの石川真紀が2019年6月30日放送分までナレーションを務めた。
2018年6月20日（水曜日）には、番組開始65周年を記念した1時間の特別番組が放送された。なお同番組は同年10月28日19時台に、『竹中功のアロハな気分』（文化放送ではプロ野球日本シリーズ中継のため放送休止）ネット局（秋田放送・山形放送・東北放送・茨城放送・北日本放送…熊本放送では熊本市長選挙の展望特番を放送のため非ネット）向けの代替番組として放送されている。
2023年5月の番組70周年を期に松田道生が勇退し、フィールドレコーディングの専門家で、公益財団法人山階鳥類研究所特任専門員の岡村正章が3代目を担当している。

## スタッフ・出演者
- 収録・構成：岡村正章
- ディレクター：門馬史織[5]
- ナレーション：鈴木純子（文化放送アナウンサー）

## 番組テーマ曲
- グリーグ：ペール・ギュント組曲から「朝」

## スポンサー
ミックインターナショナル（「スワロフスキー・オプティック」日本総代理店）が長らく提供を続けてきた（放送上は「世界の双眼鏡・スワロフスキー」と紹介されていた）が、2008年11月よりワイバード（日本唯一のバードウォッチングツアー専門旅行会社）に切り替わった。しかし、2010年6月27日放送分を以ってワイバードが番組スポンサーを降板。以降はスポンサーなしの状態が続いている。
過去には文明堂1社提供の時期もあった。

## 放送時間
- 文化放送（キー局） 日曜5:15 - 5:20
- LuckyFM茨城放送 日曜6:00 - 6:05 - 2008年10月から、2021年10月より最終週のみ休止。
- ABCラジオ 土曜5:00 - 5:05 - 2015年4月4日から。
- 新潟放送 日曜6:00 - 6:05

## 過去の放送局
- 北海道放送 - 2007年4月から
- 静岡放送 - 2008年3月終了
- KBS京都
- ラジオ関西 - かつてはNRN単独加盟局だった。放送時期不詳だが、文明堂1社提供の時代ではないかと思われる。
- 大分放送
- 長崎放送
  - NBCラジオ佐賀
- 山梨放送
- 琉球放送 - JRN単独加盟局。
- 東北放送